# Іллінське (Красноборське сільське поселення)
Іллінське (рос. Ильинское) — присілок в Холмському районі Новгородської області Російської Федерації.
Населення становить 19 осіб. Входить до складу муніципального утворення Красноборське сільське поселення.

## Історія
Від 2004 року входить до складу муніципального утворення Красноборське сільське поселення.

## Населення
| 2010 |
| ---- |
| 19   |